# Daniel Cangini
Daniel Cangini, né le 30 mai 1963 à Longwy en France, est un footballeur français qui jouait au poste d'attaquant.

## Carrière de joueur
- 1983-1984 : FC Metz
- 1984-1985 : AS Saint-Étienne
- 1985-1986 : FC Metz
- 1986-1989 : Olympique d'Alès[1]

## Palmarès
- Vainqueur de la Coupe de France 1984 (avec le FC Metz)